# Quarterback Immobilien
Die Quarterback Immobilien AG (meist Quarterback, Eigenschreibweise: QUARTERBACK Immobilien AG) ist ein deutscher Konzern der Immobilienbranche mit Sitz in Leipzig. Das Unternehmen ist vor allem in der Entwicklung und Realisierung von Bauprojekten sowie der Veräußerung von Immobilien aktiv, bewirtschaftet aber auch eigene Immobilienbestände, verwaltet Immobilienvermögen und betreibt Facilitymanagement. Der Schwerpunkt liegt in allen diesen Feldern auf reinen Wohnimmobilien und gemischt genutzten Quartieren in Deutschland. Das Unternehmen agiert eigenständig, wird beim Bau von Mietwohnungsobjekten aber häufig für seine Minderheitsgesellschafterin Deutsche Wohnen aktiv.

## Geschichte
Das Unternehmen wurde im Juni 2018 mit Sitz in Leipzig als Aktiengesellschaft gegründet.
Durch den Kauf der Isaria München Projektentwicklungs GmbH im Jahr 2021 und die Eröffnung mehrerer Standorte im Westen Deutschlands wurde das Tätigkeitsgebiet erweitert.

## Konzerngliederung und Geschäftsfelder
Quarterback gliedert sein operatives Geschäft in mehrere Tochterunternehmen:
Die Quarterback Bau GmbH wickelt die Erstellung sämtlicher Projektentwicklungen des Unternehmens ab, umfasst selbst aber keine Bauausführung, sondern arbeitet mit verschiedenen Generalunternehmern zusammen. Anfang 2023 wurden bislang rund 4000 entwickelte Wohn- und Gewerbeeinheiten, 40 Projekte in der Bauausführung und für die vorherigen fünf Jahre rund 300.000 m² Wohnfläche in 75 Geschosswohnungsbauten bilanziert. Tochterfirmen der Gesellschaft sind unter anderem folgende GmbHs:
- ImmVest Wolf: Objekt- und Quartiersentwicklungen mit Wohnschwerpunkt und Gewerbeanteil, insbesondere in Mitteldeutschland
- Isaria Projektentwicklung: Wohn- und Gewerbeentwicklungen insbesondere in Süddeutschland
- Anhöck & Kellner: Entwicklung von Einfamilienhäusern verschiedener Formate und Eigentumswohnungen in Thüringen und Sachsen mit eigenem Maklergeschäft in Erfurt
- Quarterback Construction Berlin
- Quarterback Construction Hamburg
- Quarterback Construction Frankfurt
- Quarterback Construction Köln / Düsseldorf

Die Quarterback Service GmbH verwaltet und betreibt die Immobilien im eigenen Bestand von Quarterback. Für die operative Umsetzung greift sie auf die Tochtergesellschaft Renta-Servicegesellschaft zurück. Deren Arbeitsfeld erstreckt sich von der Vermögensverwaltung über die Abwicklung der Vermietung, die Betreuung von Mietern bis hin zu Facilitymanagement und Hausmeisterdiensten mit eigenen Handwerkern. Renta bietet diese Dienstleistungen auch Immobilieneigentümern außerhalb des Konzerns an. Eine weitere Tochtergesellschaft von Quarterback Service ist die Quarterback Immobilien Competence Center GmbH (QBICC). Das Unternehmen bietet Transaktionsberatung, Maklerdienste und Immobilienbewertung an.
Die Quarterback Projekt GmbH leitet die Projektentwicklungen des Konzerns ein, erwirbt entsprechende Grundstücke und steuert die Vermarktung an externe Investoren. Dabei sind Forward-Fundings und Forward-Deals mit professionellen Investoren und Bestandshaltern vor Projektbeginn sowie der Einzelverkauf von Wohneigentum an Endnutzer oder Kleininvestoren die häufigsten Formen. Im Erwerb konzentriert sich Quarterback auf Liegenschaften, die sich im bereits fortgeschrittenen oder abgeschlossenen Baugenehmigungsprozess befinden. Im Jahr 2021 wurde zudem das Geschäftsmodell der Projektentwicklung per Dienstleistungsvertrag für Vertragspartner außerhalb des Konzerns etabliert. Die so vereinbarten Projekte werden für Quarterback nicht bilanzwirksam.
Die Quarterback Bestand GmbH bewirtschaftet diejenigen Immobilien, die der Konzern im eigenen Bestand hält. Auch Umbauten von Bestandsobjekten fallen in diesen Arbeitsbereich. Regionaler Schwerpunkt der Tätigkeit sind Metropolen Mittel- und Ostdeutschlands. Der Bestand umfasst rund 2000 Wohn- und Gewerbeeinheiten. Von den laufenden Projektentwicklungen sind rund 5 Prozent für den eigenen Bestand vorgesehen.
Die 2021 zu 85 Prozent übernommene Berling Ingenieurgesellschaft ist auf die Planung und Bauüberwachung von technischer Gebäudeausstattung spezialisiert.
Ein zentraler Bestandteil der Konzerntätigkeit ist die Übernahme der Neubauaktivitäten für den Wohnungskonzern Deutsche Wohnen. Deutsche Wohnen ist zu 40 Prozent an Quarterback beteiligt.
Die Gesamtzahl der in verschiedenen Stadien der Entwicklung befindlichen Immobilien bezifferte Quarterback Anfang 2023 mit 145, davon über 45 in Bauausführung. Mit rund acht Milliarden Euro Realisierungsvolumen sei man einer der größten Projektentwickler in Deutschland.
Als ergänzendes Geschäftsfeld baut Quarterback seit 2023 die nachhaltige Produktion von erneuerbarer Energie auf. Der Aufbau und Betrieb der Energiesparte erfolgen unter dem Dach der eigens gegründeten Tochtergesellschaft Qsol energie GmbH, einer gemeinsamen Unternehmung mit dem Leipziger Energiedienstleister Tilia GmbH.
Quarterback Immobilien unterhält neben der Zentrale in Leipzig Niederlassungen in Berlin, Hamburg, Frankfurt und Düsseldorf – mit Zuständigkeit auch für den Kölner Raum, sowie in Dresden, Erfurt und Potsdam. Über die Tochtergesellschaft Isaria ist das Unternehmen zudem in München und Stuttgart präsent.

## Bedeutende Projekte des Unternehmens
- Umnutzung des Wasserturms Delitzsch, Baubeginn im Oktober 2020[10]
- Umnutzung der Frankfurter Olivetti-Türme, in Planung[11]
- Folgebebauung für die Gaststätte „pick-nick“, Dresden, Baubeginn 2022[12]
- Folgebebauung für den Krystallpalast, Leipzig, Baubeginn 2022[13]
- Folgebebauung am Yachthafen von Werder, Baubeginn 2023[14]
- Folgebebauung für das Baumwollquartier, Köln, Baubeginn 2023[15]

## Sonstiges
Seit 2019 übernimmt Quarterback ein Namenssponsoring für die Mehrzweckhalle Arena Leipzig, die seitdem den Namen Quarterback Immobilien Arena trägt.
Darüber hinaus ist das Unternehmen seit der Saison 2020/21 Trikotsponsor der Bundesliga-Handballer des SC DHfK Leipzig Handball.